# スペースエース
『スペースエース』（SPACE ACE）は、1984年にリリースされたレーザーディスクゲーム。発売元はシネマトロニクス（日本国内ではユニバーサル→現：ユニバーサルエンターテインメント）。
前作『ドラゴンズレア』のシステムを引き継いでおり（スタッフも全く同じ）、各ステージでの「アクシデント」（無差別に攻撃してくるモンスターや罠など）を、レバーやボタンの入力により回避していく。一部のステージでは宇宙戦闘機に乗り、敵の戦闘機や障害物を破壊したり回避したりする。操作ミスをしたり敵の攻撃を受けるとライフが1人減り、0になった時点でゲームオーバーとなる。
『ドラゴンズレア』のプロトタイプ版のみ存在していた分岐ルートも追加されており、難易度も『ドラゴンズレア』よりも若干抑えられた。ENERGIZEの表示が出る時にボタンを押せば、スペースエースに変身可能だが、ひ弱のデクスターのままでステージをクリアする事も可能である。
2020年12月24日にレイニーフロッグより発売されたNintendo Switch向けソフト『ドラゴンズレア トリロジー』では、本作および、『ドラゴンズレア』とその続編『ドラゴンズレア2 タイムワープ』が収録されている。

## ストーリー
スーパーヒーローのエース（本名：デクスター）は、悪玉の異星人ボーフの特殊光線によってひ弱な少年の姿にされてしまった。デクスターが気を失っている間にボーフはエースのガールフレンドであるキンバリーをさらい、地球侵略を開始した。エースはキンバリーを助け地球を救うべく、ボーフに戦いに挑んだ。

## 類似作品
- アルベガス（1984年、セガ・エンタープライゼス） - 戦闘機を操縦するステージで本作のシステムが流用されている（自機は戦闘機ではなく、合体ロボット「アルベガス」）。
  - サンダーストーム（1984年、データイースト）  -  こちらも戦闘機を操縦するステージで本作のシステムが流用されている（自機は戦闘機ではなく、戦闘ヘリコプター「LX-3」）。
- キャプテンザップ（1985年、ユニバーサル）
- 宇宙戦艦ヤマト（1985年、タイトー） - 一部のステージで本作のシステムが流用されている（要塞ウルクでのコスモタイガーIIとコスモゼロを操縦するシーン、神殿内での古代進を操作するシーン等）。
- タイムギャル（1985年、タイトー） - 『スペースエース』のタイトー版。